# 亞美尼亞禮天主教大馬士革宗主教代牧區
亞美尼亞禮天主教大馬士革宗主教代牧區（拉丁語：Damascenus）是敘利亞一個東儀天主教宗主教代牧區（亞美尼亞禮）。
代牧區成立於1984年11月6日。2010年有一名司鐸、一個堂區、4,500名教友。現任宗主教代牧為若瑟·阿爾努蒂。